# Ryszard III (sztuka)
Ryszard III (ang. Richard III) – część pierwszej tetralogii autorstwa Williama Shakespeare’a, napisana około roku 1592. Opisuje losy króla Ryszarda III. 
Początkowo była określana jako tragedia, jednak bardziej pasuje do niej określenie „kronika”; tak też została zaklasyfikowana w Pierwszym Folio. Jest po Hamlecie drugą najdłuższą sztuką tego autora (przez co rzadko wystawia się ją w całości). To właśnie z tego utworu pochodzi słynny zwrot Konia! Konia! Królestwo za konia! (ang. A horse! A horse! My kingdom for a horse! ).

## Publikacja i inscenizacje
Została zarejestrowana w rejestrze Stationers Company (organizacji zajmującej się regulacją praw autorskich) w 1597. Była wielokrotnie wydawana; najbardziej znane wydanie pochodzi z 1623 (Pierwsze Folio).
Pierwsza znana inscenizacja miała miejsce w sobotę, 17 listopada 1633, kiedy urodziny obchodziła królowa Henrietta Maria Burbon.

## Reperkusje
Według historyków Szekspir, jak i wielu innych kronikarzy Tudorów, oczernił Ryszarda, przypisując mu ogromne zbrodnie i czyniąc go ucieleśnieniem wszelkiego zła, aby usprawiedliwić jego obalenie i przejęcie władzy przez dynastię Tudorów (czyli i ówczesnej królowej Elżbiety I). W XVII wieku pojawiły się próby rehabilitacji postaci Ryszarda. Przybrały one na sile w wiekach następnych, kiedy to powstały organizacje (Stowarzyszenie Przyjaciół Króla Ryszarda III, Towarzystwo Ryszarda III) mające na celu jego obronę.